# Gare de Vic-Fezensac
Ne doit pas être confondu avec Gare de Vic-le-Comte, Gare de Vic - Mireval ou Gare de Vic-sur-Cère.
La gare de Vic-Fezensac est une ancienne gare ferroviaire française de la ligne d'Eauze à Auch, située sur le territoire de la commune de Vic-Fezensac, dans le département du Gers, en région Occitanie.

## Situation ferroviaire
Établie à 113 mètres d'altitude, la gare de Vic-Fezensac était située au point kilométrique (PK) 21,1 de la ligne d'Eauze à Auch, entre les gares de Lannepax et Saint-Paul-de-Baïse. Elle était située quelques centaines de mètres avant le pont sur l'Osse, lui-même détruit.

## Service des voyageurs
Gare fermée située sur une section de ligne déclassée.

## Patrimoine ferroviaire
L'ancien bâtiment voyageurs a été détruit en 2010. Il n'existe plus de traces de la présence passée d'une voie ferrée.